# Valdštejnská knihovna

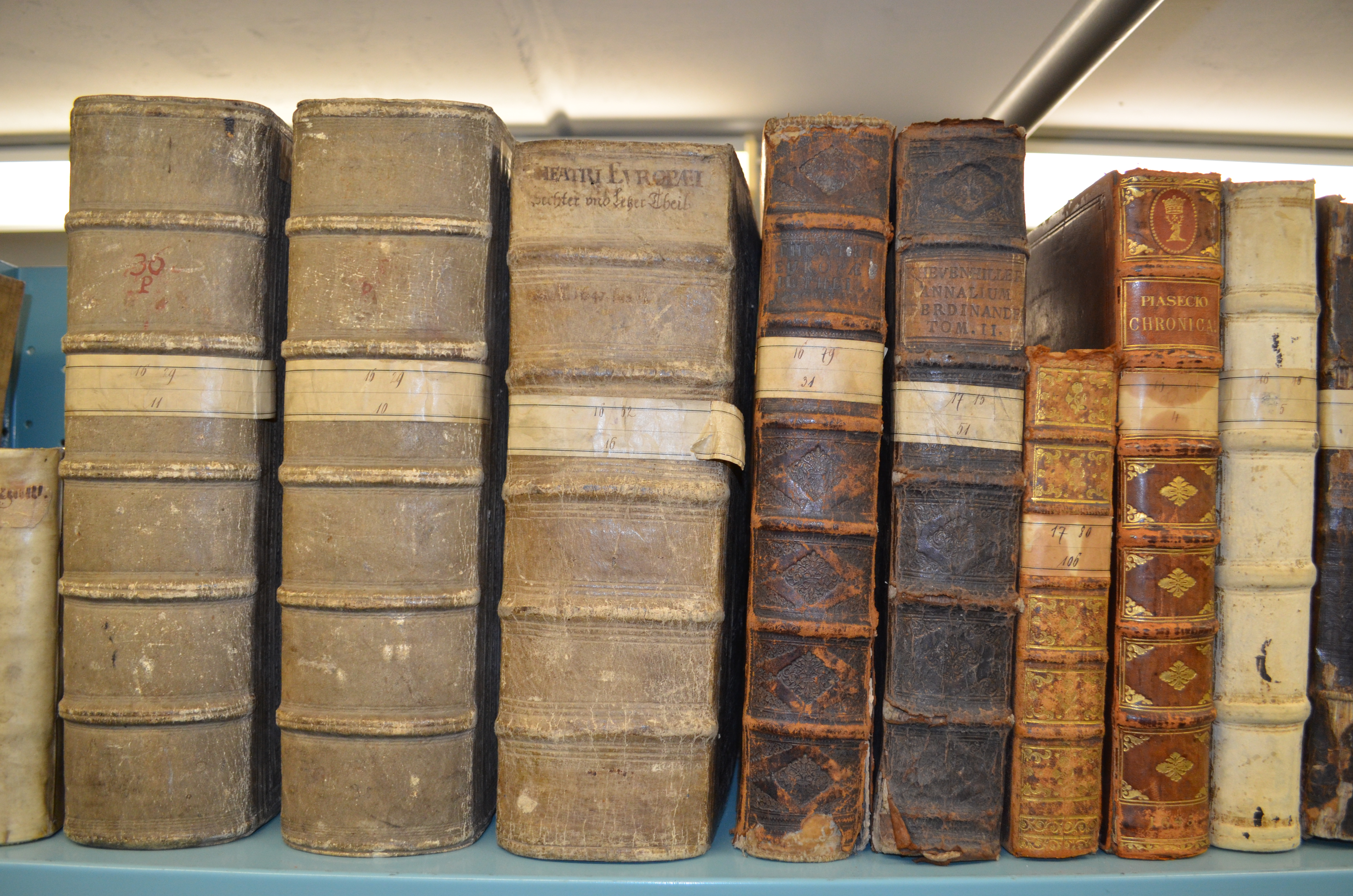
Valdštejnská knihovna - hřbety knih

Knihovna Valdštejnská (torzo) označuje fond uložený v Knihovně Národního archivu v Praze na Chodovci. 
Fond je uměle vytvořeným výběrem ze dvou knihoven původně uložených na zámku v Doksech, v současné době obsahuje 1254 svazků, z toho 5 rukopisů, 287 starých tisků a 962 tisků vydaných v letech 1802-1940. Jeho majitelem je Národní archiv v Praze.

## Knihovny zámku v Doksech a jejich likvidace
Rod Valdštejnů vlastnil zámek Doksy v letech 1680-1945, zámek koupil v roce 1680 Arnošt Josef z Valdštejna.
Během valdštejnské doby vznikly na zámku tři knihovny.
Nejstarší a největší (zvaná historická) vznikala od konce 17. století a čítala 17 800 svazků. Počátkem 20. století byl vytvořen její katalog uložený dnes v zámecké knihovně v Kopidlně.
Za posledních držitelů zámku z rodu Valdštejnů byla vybudována druhá zámecká knihovna získaná především nákupy v antikvariátech nebo dary a byla umístěna v prvním patře zámku. Obsahovala asi 6000 svazků vydaných především v 19. a první polovině 20. století, obsahovala též staré tisky (ojediněle i z 16. století) a několik desítek rukopisů. K části knihovny neexistuje katalog. Pro větší část moderní knihovny je zachován německý katalog Schloβbibliothek II Hirschberg i. B. z let 1928 až konec 30. let 20. století, ve kterém je evidováno necelých 5500 svazků (dnes uložen v Knihovně Národního archivu).
Nejmladší a nejmenší knihovní soubor představovala příruční knihovna zámeckého archivu s vlastním systémem signatur.
V roce 1945 byl zámek i s knihovnami zkonfiskován, likvidací knihoven byl pověřen předseda Národní kulturní komise pro správu státního kulturního majetku dr. Zdeněk Wirth. Moderní beletrie a časopisy byly prodány do antikvariátu, ostatní rozděleno do tematických celků. Realizací byl pověřen člen komise Josef Scheybal, knihy byly převezeny na státní zámek Sychrov a odtud dále distribuovány. Historické spisy (čtyři bedny) získal Historický seminář Filozofické fakulty UK, muzikálie Hudební oddělení Národního muzea (dnes Hudebněhistorické oddělení Českého muzea hudby v Praze), kartografické dokumenty Geografický ústav Univerzity Karlovy (dnes Mapová sbírka Přírodovědecké fakulty Univerzity Karlovy). Poslední celek vytvořený jednak výběrem z druhé zámecké knihovny a z knihovny zámeckého archivu, jednak z neoznačených svazků obsahovala valdštejniana, připojeny byly rovněž četné archiválie a soubor grafik, vše bylo určeno pro Archiv Pražského hradu. Po krátké době byl celek předán Archivu ministerstva vnitra, kde byl již uložen archivní fond Valdštejniana. Literární část získala archivní knihovna a vznikl z ni fond Knihovna Valdštejnská (torzo), který je dnes uložen v Knihovně Národního archivu. Zbylé svazky ze zámeckých knihoven, které nebyly rozdistribuovány a zároveň tvořily největší celek, získala v roce 1953 založená Základní knihovnou Československé akademie věd (dnes Základní knihovna Akademie věd ČR).

## Fond uložený v Knihovně Národního archivu

### Rukopisy
Tato část fondu obsahuje celkem pět rukopisů, z toho jeden byl zhotoven ve století 18. a čtyři ve století 19. Všechny rukopisy jsou v německém jazyce.
Nejstarší a nejvýznamnější rukopis pořízený v 18. století popisuje české stavovské povstání a je připisován Jaroslavu Bořitovi z Martinic. Před Valdštejny byl tento rukopis ve vlastnictví českého zemského rady Václava Schönherra. Za zmínku stojí opisy drobných tisků (z let 1633 a 1634) pojednávající o mírových jednáních, zavraždění Albrechta Valdštejna či opis dobových vzpomínek na mládí Albrechta z Valdštejna (autor Jindřich Hýzrle z Chodů).

### Staré tisky
Soubor tvoří 287 svazků, nejstarší je z roku 1574. Tisky z období třicetileté války tvoří více než polovinu souboru starých tisků, 35 svazků je z let 1649-1696. Z první poloviny 18. století má vročení 39 svazků a z druhé poloviny 18. století je 55 svazků. Jazykově je nejvíce zastoupena němčina (72,3%), méně latina, italština, francouzština a angličtina. Čeština se vyskytuje minimálně. Nejvíce svazků bylo tištěno na území Německa. Z Čech jsou mezi knihami tisky od tiskařů z Prahy, Mladé Boleslavi a Nymburka.

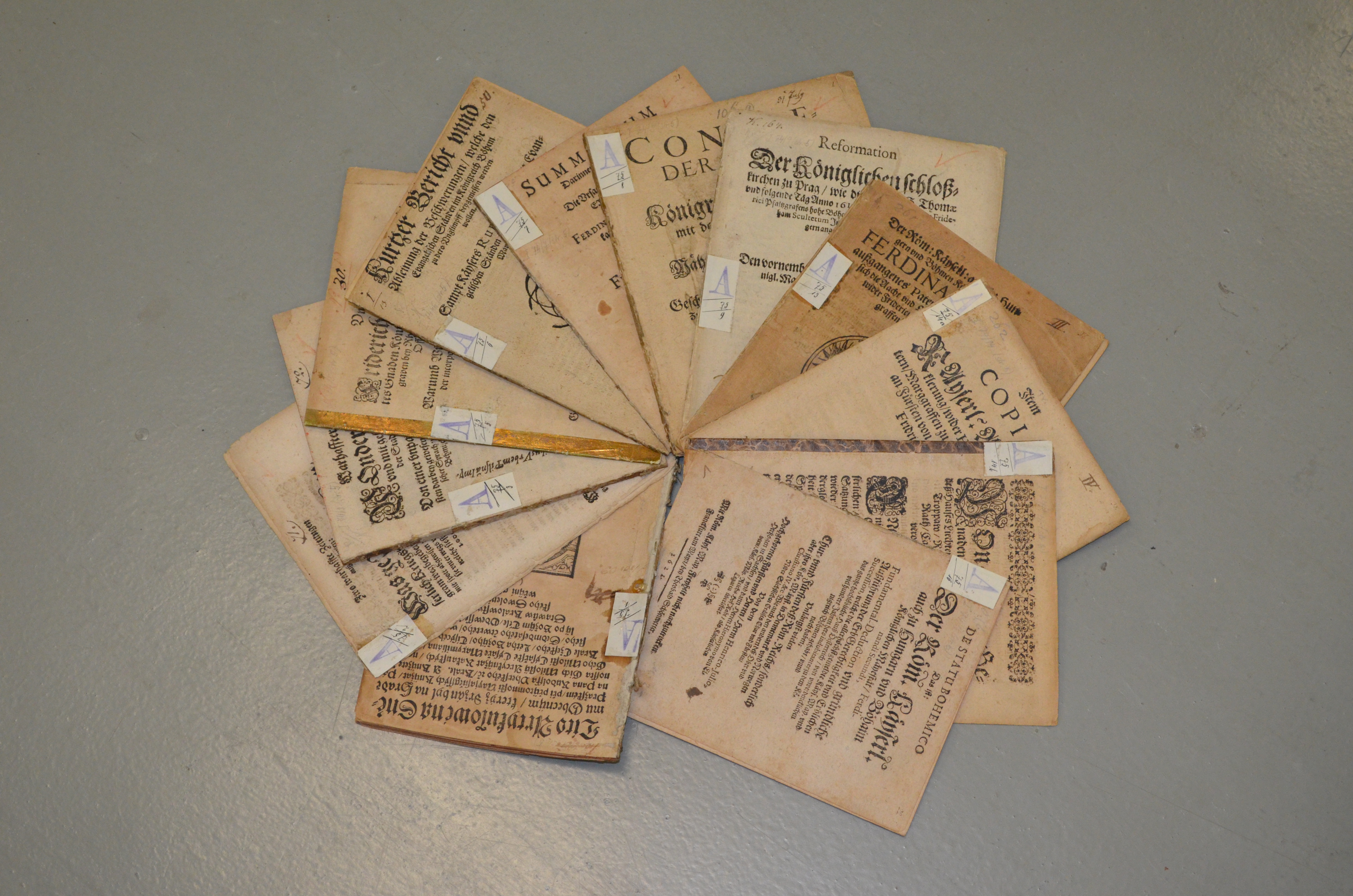
Valdštejnská knihovna - počátek signatury A (letáky z třicetileté války)

Obsahově je nejcennější soubor letáků z doby třicetileté války, většina z nich byla v letech 2006-2011 zdigitalizována a je volně dostupná na Manustciptorium.com. Jsou to převážně drobné tisky s dobovými zprávami a drobné dokumenty. Celkem bylo do roku 2014 zdigitalizováno a zpřístupněno 126 svazků.
Zajímavých je několik spisů o genealogii a historii rodu Valdštejnů  i několik divadelních her z konce 18. století o Albrechtu Valdštejnovi autorů Gerharda Antona von Halem, Jana Nepomuka Komarka a Friedricha Schillera. Od tohoto autora je ve fondu dochována dramatická báseň Valdštejn v různých vydáních a jazycích.
Mnoho titulů se vyskytuje v duplikátech.
Vazby knih odpovídají době získání, jsou nejednotné a nepříliš zdobné, jen u osmi knih je kožená vazba zdobená slepotiskem. Polovina svazků má jen měkké desky nebo jsou zcela bez desek, což mj. souvisí s tím, že je v souboru množství drobných tisků a letáků. Valdštejnové až na výjimky u některých novodobých tisků nedávali knihy vázat vlastními vazbami.
Podle provenienčních znaků lze rozpoznat tři hlavní skupiny předchozích vlastníků: církevní instituce, šlechtické knihovny nebo historikové 18. a 19. století.

### Tisky 19. století a 1. poloviny 20. století
Tento celek je nejrozsáhlejší částí souboru, celkem 962 svazků, z nichž téměř polovina pochází ze 70. - 90. let 19. století, z let 1801-1850 je něco přes čtvrtinu svazků a jen 9% je z let 1901-1940. Jazykově jsou téměř výhradně v němčině (91,6% svazků), česky psaných spisů jsou jen 2,4%. Oproti starší části fondů je v této skupině téměř 40% duplikátů a multiplikátů, výrazný podíl separátů či zvláštních otisků z novin a časopisů, dokonce i jednotlivá čísla časopisů a výstřižky z novin i časopisů. Pouze jeden časopisecký titul má ucelenou řadu z let 1836-1909 v jednotné polokožené vazbě.
Jádrem této části fondu jsou odborné historické spisy z pera předních historiků pojednávající o Albrechtovi z Valdštejna, jeho době a třicetileté válce. Jsou to díla především německých historiků. Z autorů působících v českých zemích lze uvést Hermanna Hallwicha (celkem 32 titulů), Antonína Gindeliho, Edmunda Schebka, Františka Dvorského a Karla Siegla. Běžné jsou také edice historických pramenů, především korespondence a paměti. Najdeme zde i tisky vydané při konání valdštejnských slavností v Chebu a Mostě v první polovině 20. století. Mezi svazky se vyskytují také aukční a výstavní katalogy.
V této části je i několik tištěných úmrtních oznámení a jedno oznámení svatební členů valdštejnského rodu z let 1781-1818.
V souboru je řada knih z pozůstalostí historiků zabývajících se osobou Albrechta z Valdštejna. Řada knih obsahuje věnování autorů buď kolegům historikům, nebo členům valdštejnského rodu, sporadicky se objevují vlastnické vpisky Valdštejnů (Josef z Valdštejna, Arnošt František z Valdštejna, Josefina z Valdštejna).